# Boliarov
Boliarov (in ungherese Bolyár) è un comune della Slovacchia facente parte del distretto di Košice-okolie, nella regione di Košice.